# Endoptychum moongum
Endoptychum moongum är en svampart som beskrevs av Grgur. 1997. Endoptychum moongum ingår i släktet Endoptychum och familjen Agaricaceae.   Inga underarter finns listade i Catalogue of Life.